# Equipos de Nuestra Señora

## Qué son los Equipos de Nuestra Señora
Los Equipos de Nuestra Señora (ENS), del francés Equipes Notre-Dame, es un movimiento eclesial de la Iglesia católica, que tuvo su origen en París, en febrero de 1939, fundado por el sacerdote Henri Caffarel. Su fin es el de ayudar y orientar a parejas a formar matrimonio. En 1992 fue reconocida por el Consejo Pontificio para los Laicos como asociación internacional de fieles de derecho pontificio.

### Introducción
Los Equipos de Nuestra Señora (ENS) son un movimiento católico reconocido como asociación de fieles de derecho privado por el Consejo Pontificio de Laicos. Son un movimiento de matrimonios, dirigido y coordinado por matrimonios que se organizan en grupos llamados equipos integrados por 4 a 6 parejas acompañadas por un sacerdote consiliario. Los ENS nacen en el París de la 2ª Guerra Mundial y en la posguerra se constituyen en movimiento aprobando la Carta Fundacional en 1947. El Padre Henri Caffarel, cuestionado por algunos jóvenes matrimonios sobre cómo podrían ir más allá en sus promesas bautismales y qué les podría ayudar a vivir la fe en pareja, elabora un método que favorece la comunicación en el matrimonio en profundidad y a la luz de Cristo. Es así como la Espiritualidad Conyugal, se nombra por primera vez en la historia de la Iglesia y se constituye en el carisma fundamental de nuestro movimiento.
Los ENS están pensados para dar respuesta a todos aquellos matrimonios que busquen ser felices siguiendo a Cristo juntos y buscando cumplir su voluntad.
Se denominan “equipo” porque tienen un objetivo común, que es ayudarse mutuamente en el progreso espiritual y humano; conocer mejor a Dios, encontrarlo en la oración, estudiar juntos y orar los unos por los otros. Y se ponen bajo en patrocinio de “Nuestra Señora” porque es María la que ayuda a acercarnos a Jesucristo, quien es el centro de la vida espiritual de los miembros de los ENS. 
En 2021, 75.000 matrimonios y 9800 consiliarios y acompañantes espirituales caminan juntos en alrededor de 14500 equipos expandidos por más de 90 países
La pedagogía de los Equipos de Nuestra Señora se centra en la perfecta unión de las distintas dimensiones del ser humano. La dimensión personal y conyugal, a partir de una serie de herramientas que despiertan verdaderas y profundas actitudes en nosotros (los puntos de esfuerzo), y la dimensión social, desde la vivencia en el seno de un equipo y en un movimiento junto a otros equipos.
La vida en equipo nos permite crecer en nuestra espiritualidad personal, matrimonial y familiar a partir de la convivencia con los demás. Somos seres sociales y necesitamos experimentar en sociedad. La vida en equipo tiene dos momentos fundamentales cada mes. El más importante de ellos es la reunión en equipo. Los matrimonios y el consiliario nos reunimos en casa de una de las parejas para orar, compartir cómo ha sido nuestra vivencia espiritual a lo largo del mes, exponer nuestros avances y dificultades en los puntos de esfuerzo y profundizar y formarnos espiritualmente a través del tema de estudio.

### La reunión de equipo
La reunión de equipo es la cumbre de la vida de esta pequeña comunidad. La reunión es un momento privilegiado para compartir, en un ambiente de caridad y de amor fraterno. El amor verdadero del uno por el otro es exigente y no puede ser el resultado de una actitud pasiva. Ese compartir, de los unos con los otros, supone un clima de confianza mutua y de discreción por parte de cada uno de los miembros del equipo. La reunión de equipo es la cumbre de la vida de esta pequeña comunidad.
La reunión se desarrolla en cinco partes diferentes, a cada una de las cuales se debe asignar un tiempo suficiente:
- la Comida;
- la Oración;
- la Participación sobre los Puntos Concretos de Esfuerzo;
- la Puesta en Común;
- el Intercambio sobre el Tema de Reflexión (Estudio).

Este orden puede variar a voluntad del equipo. Acabamos rezando juntos la oración del Magníficat

### Los puntos concretos de esfuerzo
Tomando ejemplo de la vida monástica en la que la «regla» guía la vida espiritual y comunitaria desde sus orígenes, se han escogido seis «puntos de aplicación» a ejercitar regularmente, individualmente o en pareja.  Los Equipos de Nuestra Señora han llamado Puntos Concretos de Esfuerzo a «esos puntos concretos de aplicación».
Los Puntos Concretos de Esfuerzo son una característica esencial del Movimiento. No se trata de cosas que se deben hacer, sino de actitudes interiores que se deben despertar y asimilar, las cuales van a conducir a una nueva manera de vivir. Constituyen una disciplina que ayuda a las parejas de los Equipos a poner en práctica el Evangelio en su vida cotidiana. El compromiso con esos seis Puntos Concretos de Esfuerzo cambiará poco a poco a los esposos, desarrollando una vida espiritual conyugal que los acercará a Dios, a su cónyuge y a las demás personas. Con plena libertad uno «se obliga» a esforzarse sobre los Puntos Concretos.
La decisión de «vivir» los Puntos Concretos de Esfuerzo corresponde a una adhesión del corazón y se concreta en un esfuerzo de la voluntad. El esfuerzo, a través de cada uno de los Puntos Concretos, tiende a llevar a las parejas a ser capaces de acoger al Espíritu Santo que actúa interiormente, haciéndolas crecer.
Los Puntos Concretos de Esfuerzo exigen, de parte de cada uno de los esposos así como de la pareja, un compromiso a veces difícil de adquirir. No son algo que se impone, sino que cada uno se compromete a practicarlos voluntariamente. Uno solo, se vería tentado a abandonar el esfuerzo y por esto cada uno solicita la ayuda y el ánimo de su cónyuge y de su equipo.
Los Puntos de Esfuerzo son una invitación a:
- Escuchar asiduamente «la Palabra de Dios».
- Encontrarse diariamente con Dios en una oración silenciosa: «la oración personal».
- Rezar juntos, marido y mujer cada día: «la oración conyugal» y, si es posible, en familia, «la oración familiar».
- Encontrar cada mes el tiempo para hacer un verdadero diálogo conyugal: «el deber de sentarse».
- Fijarse esfuerzos personales: «la regla de vida».
- Hacer cada año «un retiro».